# Мелиоративно-строительный факультет БГСХА
Мелиоративно-строительный факультет   Белорусской государственной сельскохозяйственной академии — один из старейших факультетов БГСХА, готовит специалистов строительного профиля, является базой для проведения исследований в области мелиорации почв и в смежных областях.
На факультете обучается более 1000 студентов очной и заочной форм обучения и работает с учетом совместителей 3 профессора и доктора наук, 25 кандидата наук, доцента, 8 старших преподавателя, 5 ассистентов, 12 сотрудников учебно-вспомогательного персонала.

## История
Годом основания факультета считается 1919. Однако мелиоративное и архитектурно-строительное образование в Горках берет свое
начало с первых лет открытия Горы-Горецкой земледельческой школы. Так, Положением Горы-Горецкой земледельческой школы (утверждено 24 апреля 1836 г.) среди специальных агрономических наук
намечались такие, как осушка болот, резание торфа и сельская архитектура. Одним из первых преподавателей земледельческой
школы был А. Кампиони – известный итальянский архитектор, автор
застроек в Санкт-Петербурге, занимавшийся также строительством
зданий и архитектурно-планировочной организацией территории Горы-Горецкой земледельческой школы. Он читал лекции по курсу сельской
архитектуры. В 1840-е гг. в Горы-Горецкой земледельческой школе (с 1948 г. – земледельческий институт) учащиеся также изучали
способы орошения лугов, осушки болотистых мест, расчистки, осушения и улучшения лугов и др., начались первые исследования по мелиорации. Значительный вклад в развитие мелиорации как науки
внесли одни из первых выпускников земледельческой школы и института И. Н. Чернопятов, А. В. Советов, И. А. Стебут, А. Н. Козловский,
под руководством последнего был построен первый на территории
Беларуси опытный дренаж.

## Учебный процесс

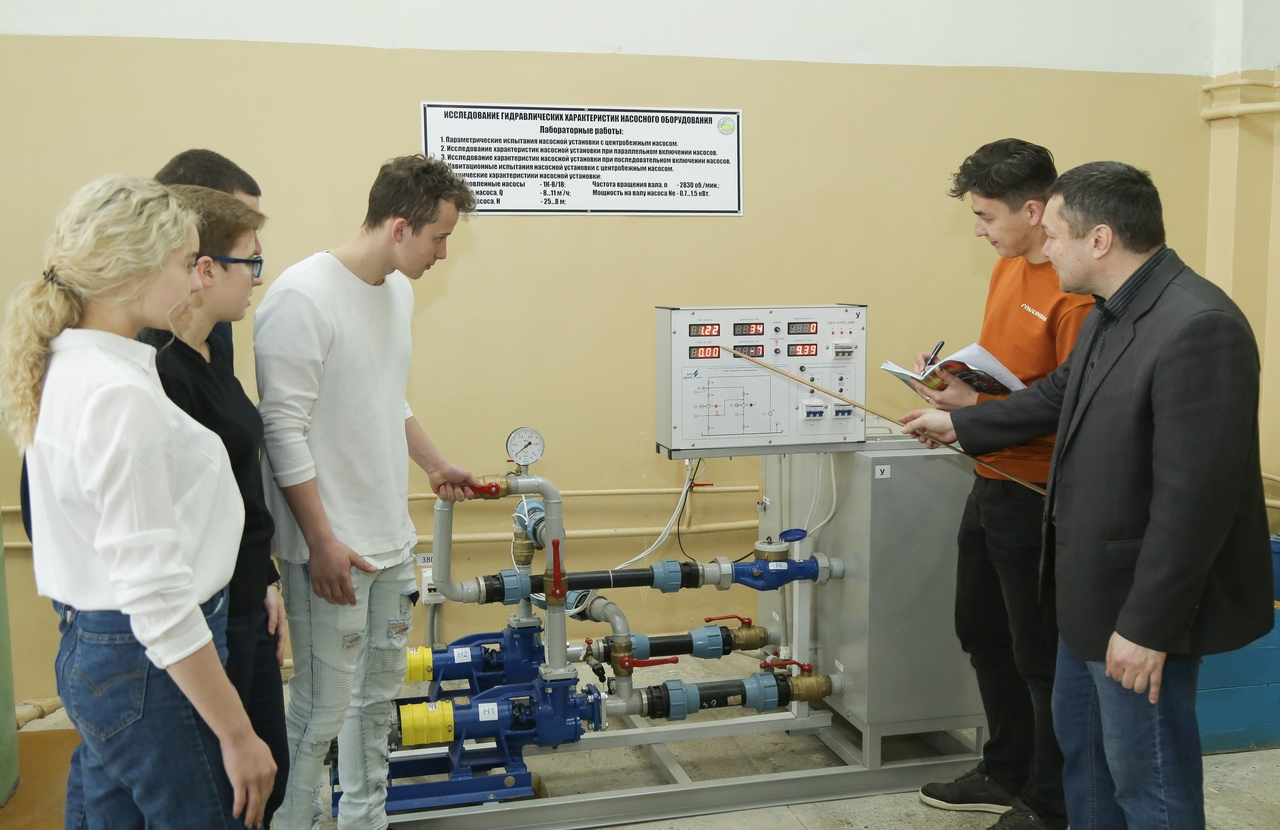
Учебный процесс на Мелиоративно-строительном факультете (г. Горки)

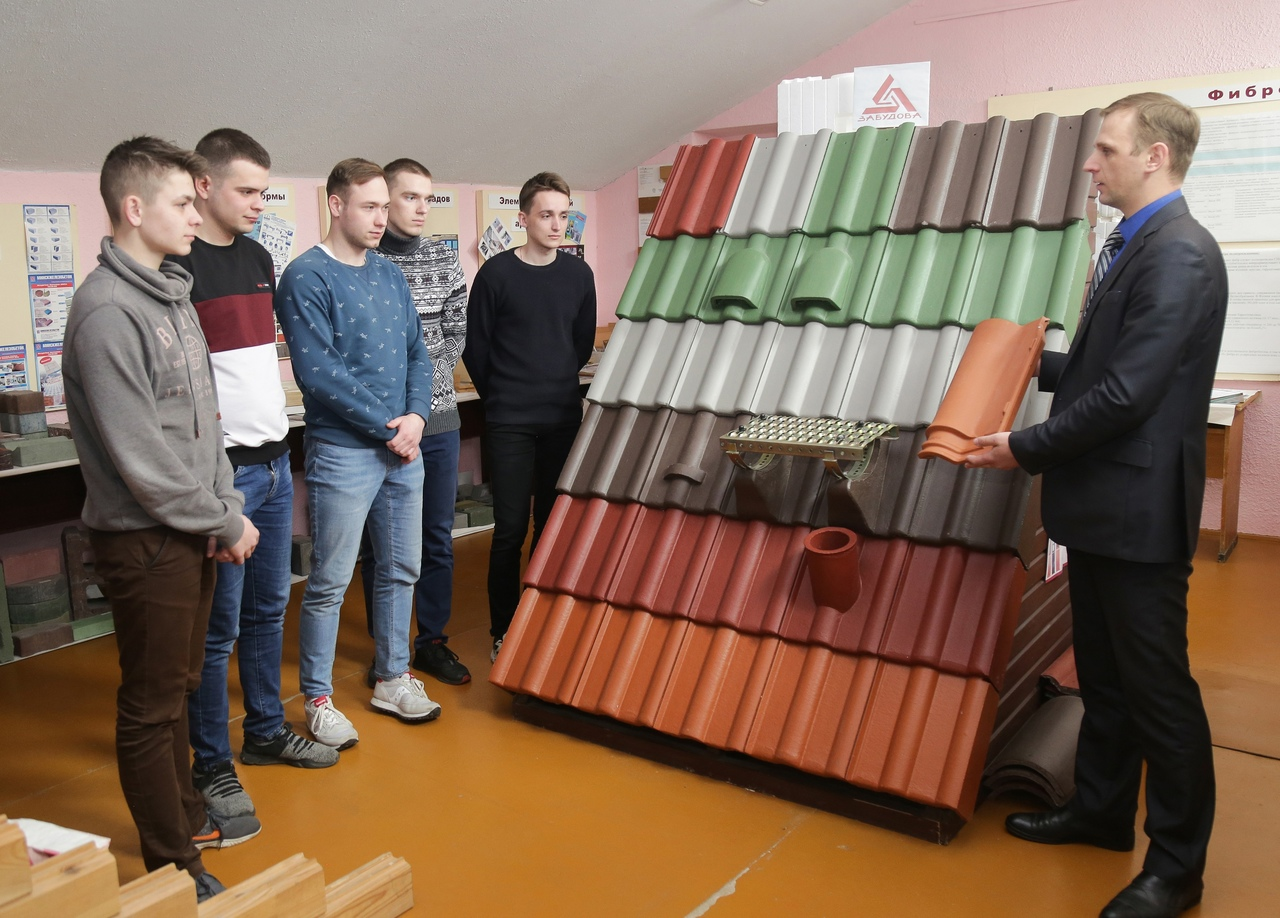
Лаборатория строительных материалов Мелиоративно-строительного факультета

На очной форме образования учеба длится 4 года. Учебный год разделен на семестры (четыре или пять месяцев),  в это время студенты слушают лекции, участвуют в практических или семинарских занятиях, проходят промежуточный контроль знаний. Семестр заканчивается зачетной неделей, на которой студенты получают допуск к сессии. Во время сессии проходит контроль знаний в форме устного или письменного экзамена. В конце учебного года студенты проходят практики, например ознакомительную, учебную, производственную и преддипломную практику. Организовываются практики на профильных предприятиях по специальности, для лучшего понимания студентом и освоения будущей профессии.
На первом курсе студенты осваивают фундаментальные дисциплины (история, высшая математика, физика, дисциплины по выбору). На втором и третьем курсе начинаются специализированные дисциплины и курсовые проекты. В конце 3 курса студенты направляются на преддипломную практику, где собирают материал для дипломного проекта. Второй семестр 4 курса отведен на написание дипломного проекта и его защиту.
На факультете ведется обучение по двум инженерным специальностям:

#### «Мелиорация и водное хозяйство»
Основные сферы профессиональной деятельности специалиста: проектирование, строительство и эксплуатация осушительных и оросительных мелиоративных систем, систем водоснабжения и обводнения, гидротехнических сооружений, прудов и водохранилищ, систем автоматики для регулирования и распределения водного стока, подачи воды с целью рационального комплексного использования водных ресурсов и др. в проектно-изыскательских, строительных, эксплуатационных, научно-исследовательских учреждениях, организациях и предприятиях.

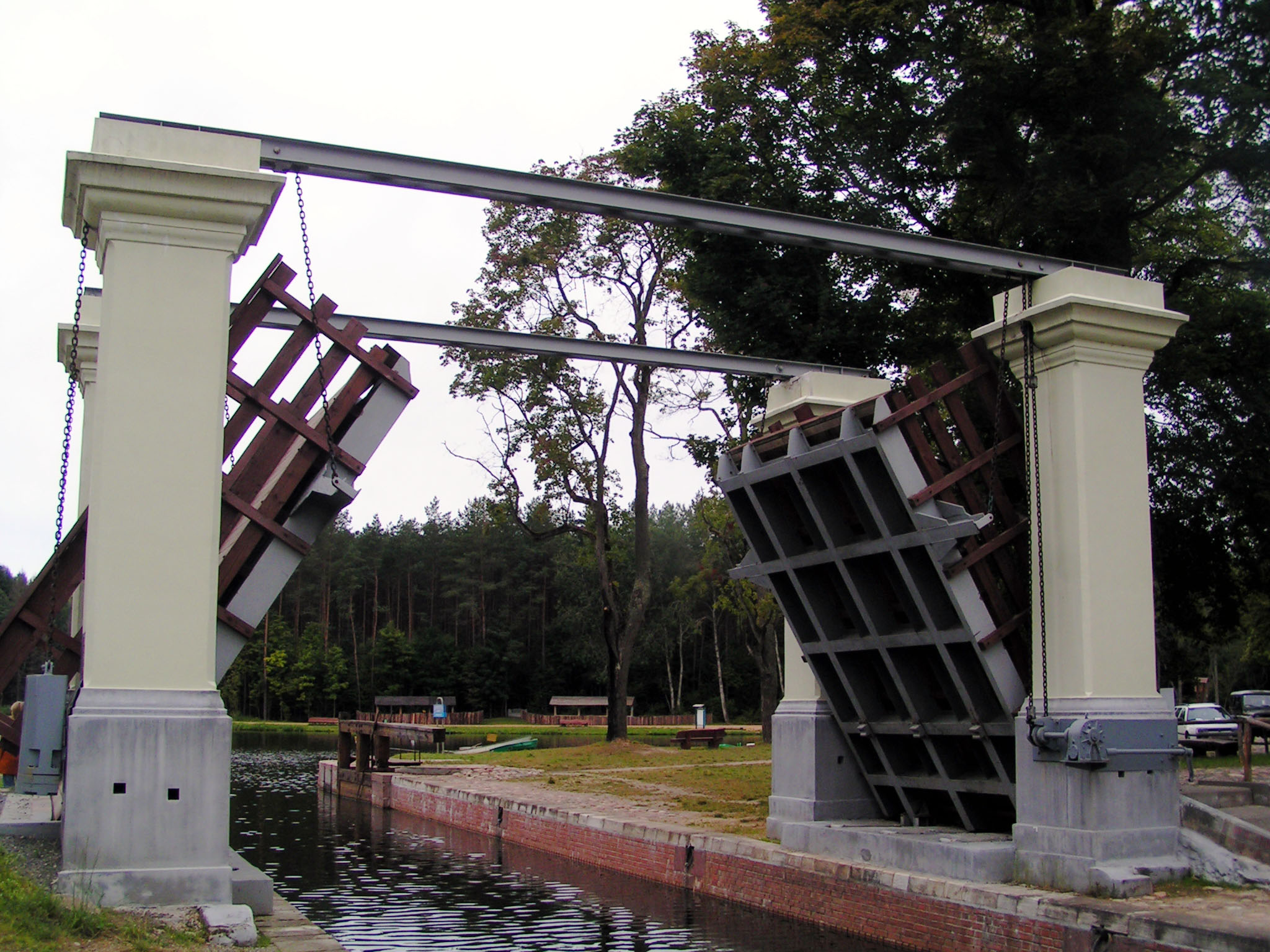
Гидроузел Домбровка
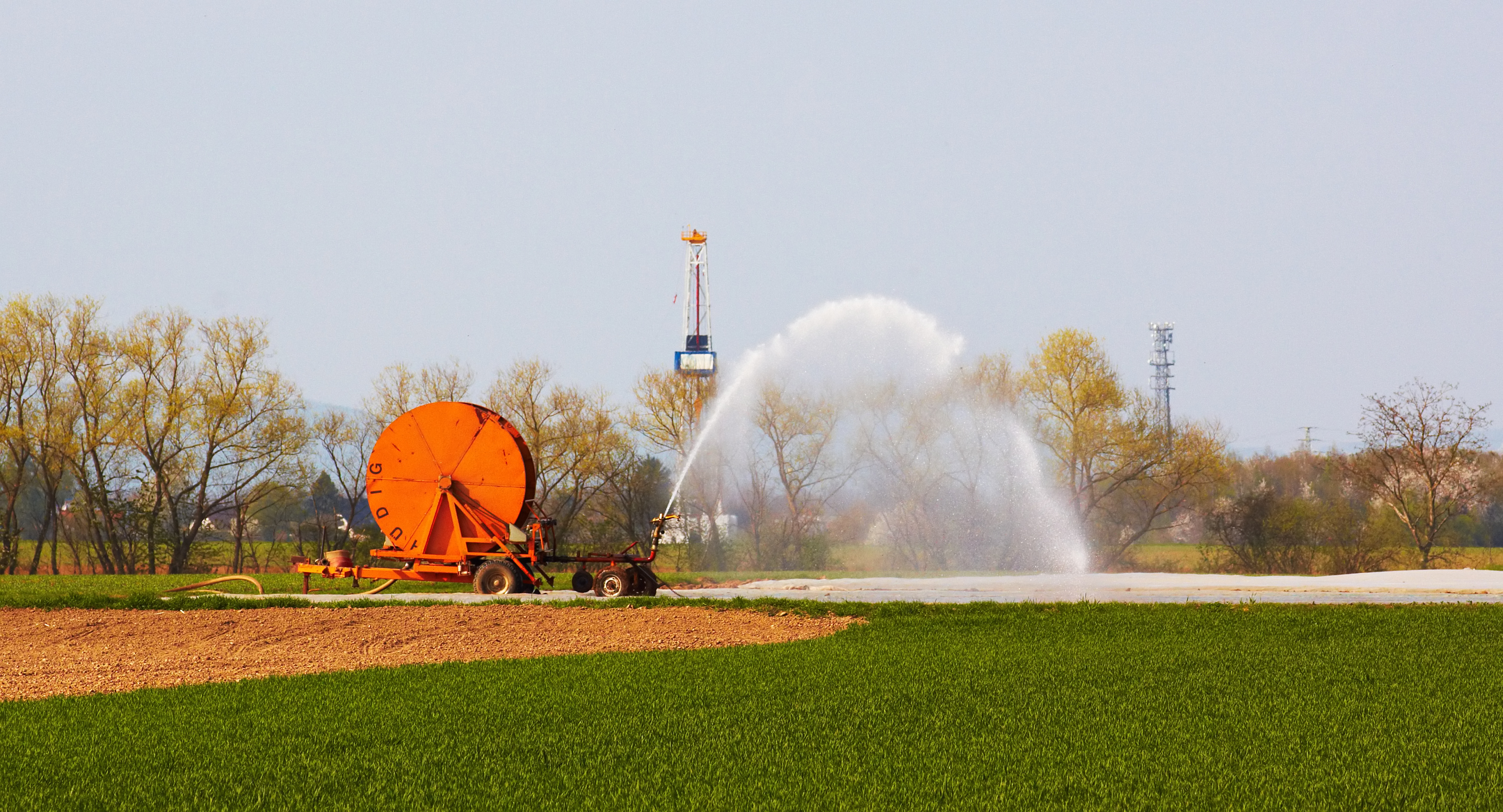
Орошение на поле
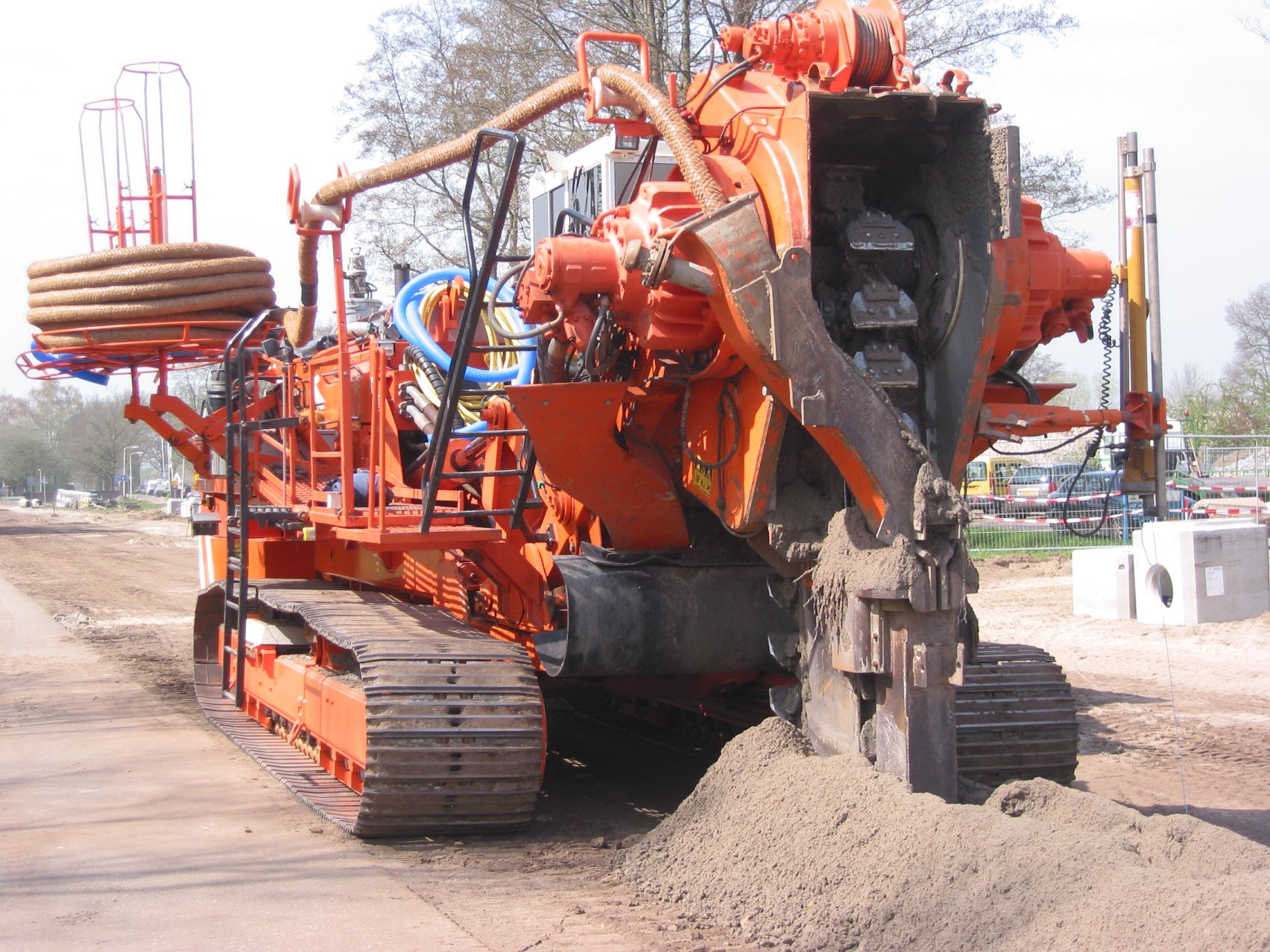
Укладка дренажной трубы
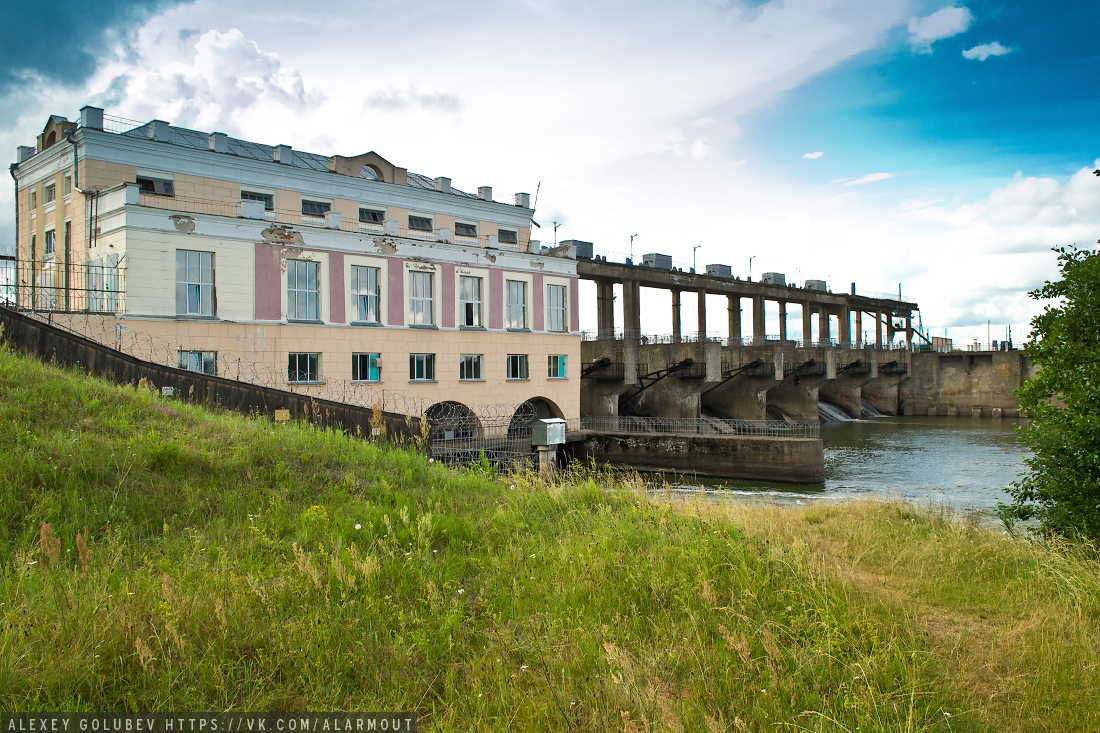
Чигиринская ГЭС
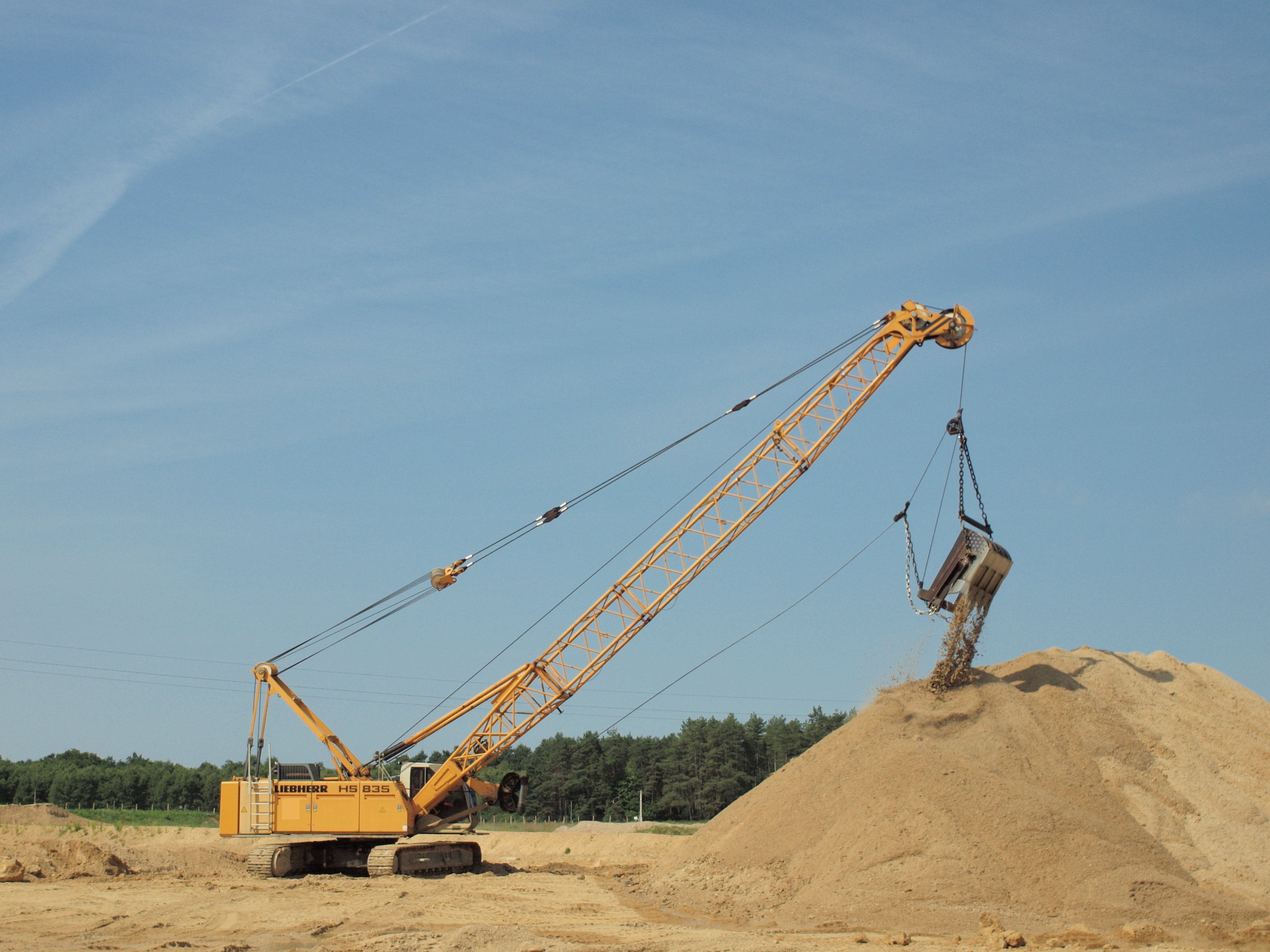
Разгрузка ковша драглайна

#### «Строительство зданий и сооружений»
Основные сферы профессиональной деятельности специалиста: проектирование, строительство и техническая эксплуатация гражданских и сельскохозяйственных зданий и сооружений, их инженерного обеспечения (систем водоснабжения, водоотведения, теплоснабжения и др.), автомобильных дорог, планировка и благоустройство поселений и межселенных территорий и др. в проектно-изыскательских, строительных, эксплуатационных, научно-исследовательских учреждениях, организациях и предприятиях.

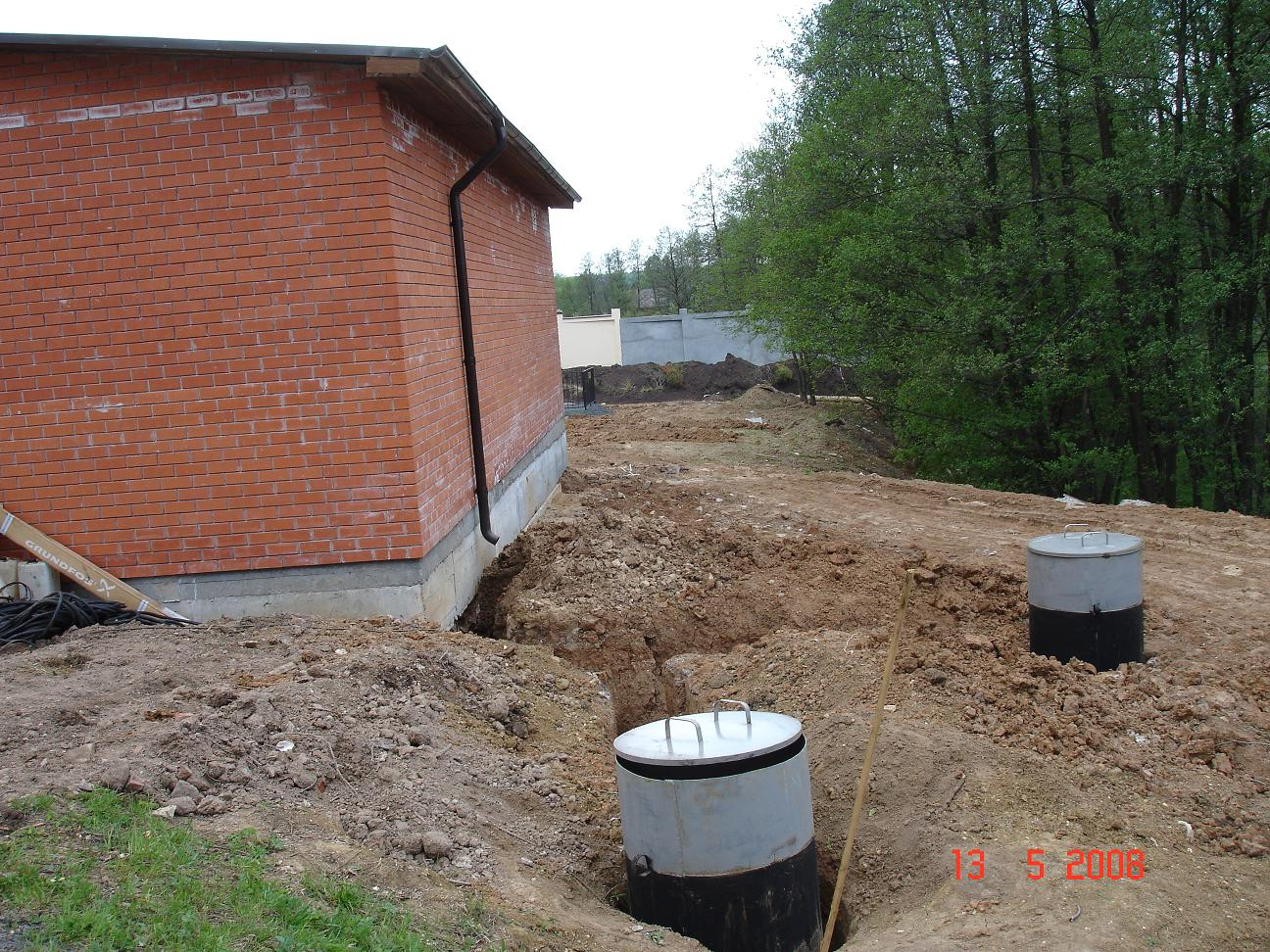
Водозаборное сооружение подземных вод
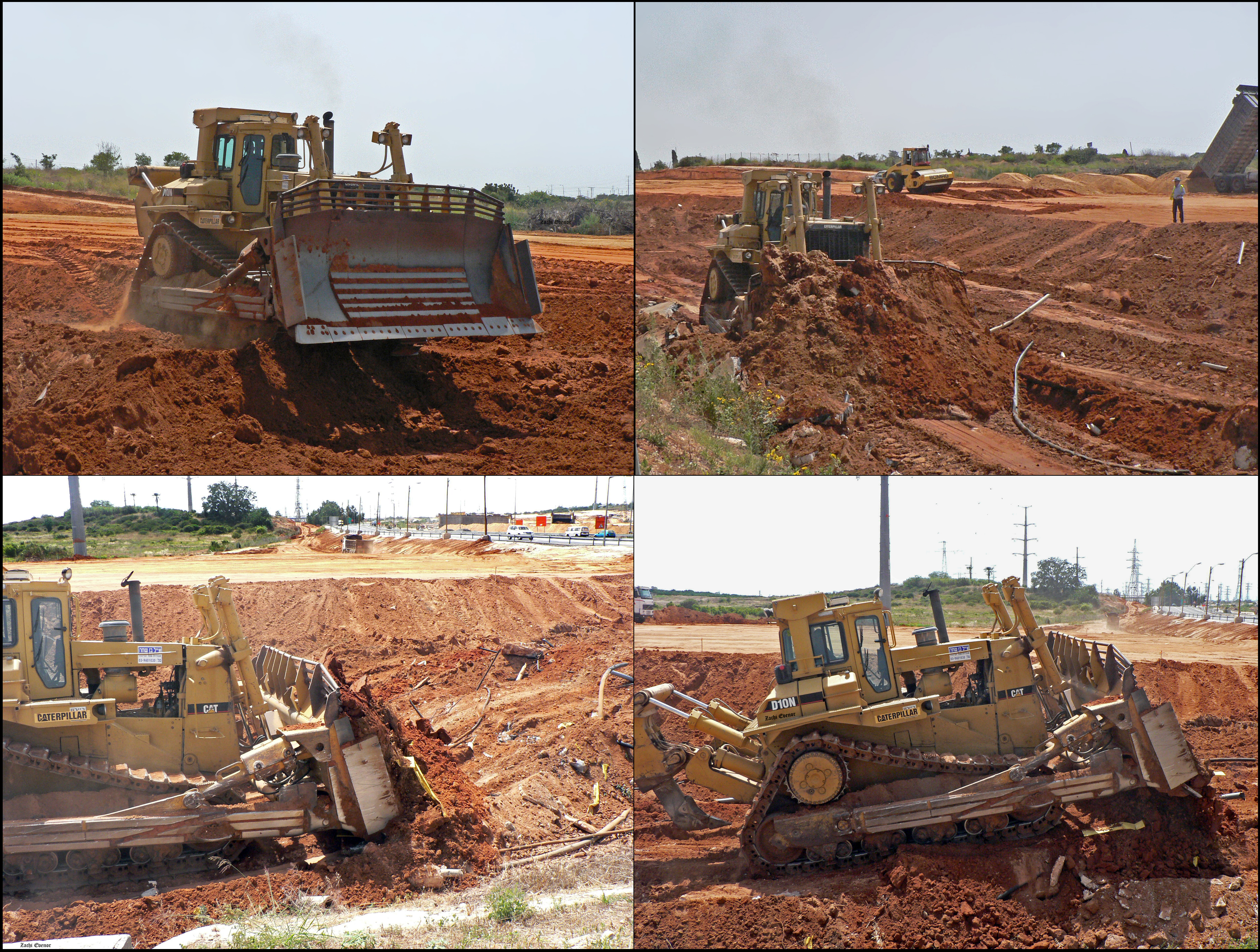
Земляные работы
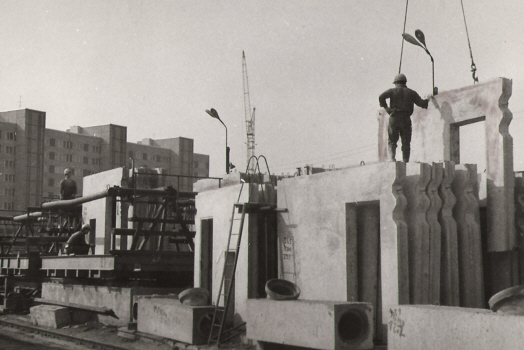
Панельные здания
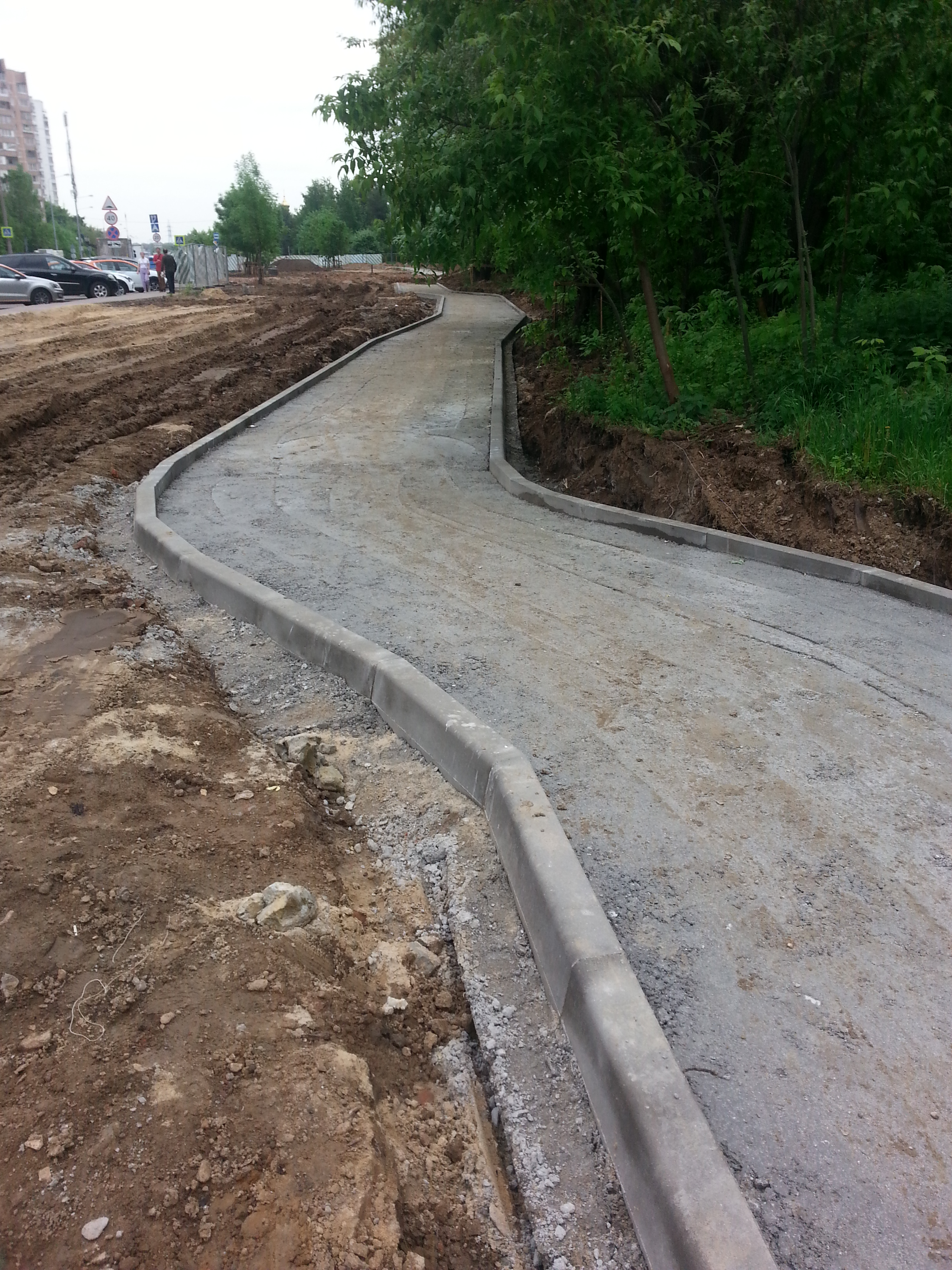
Благоустройство территории
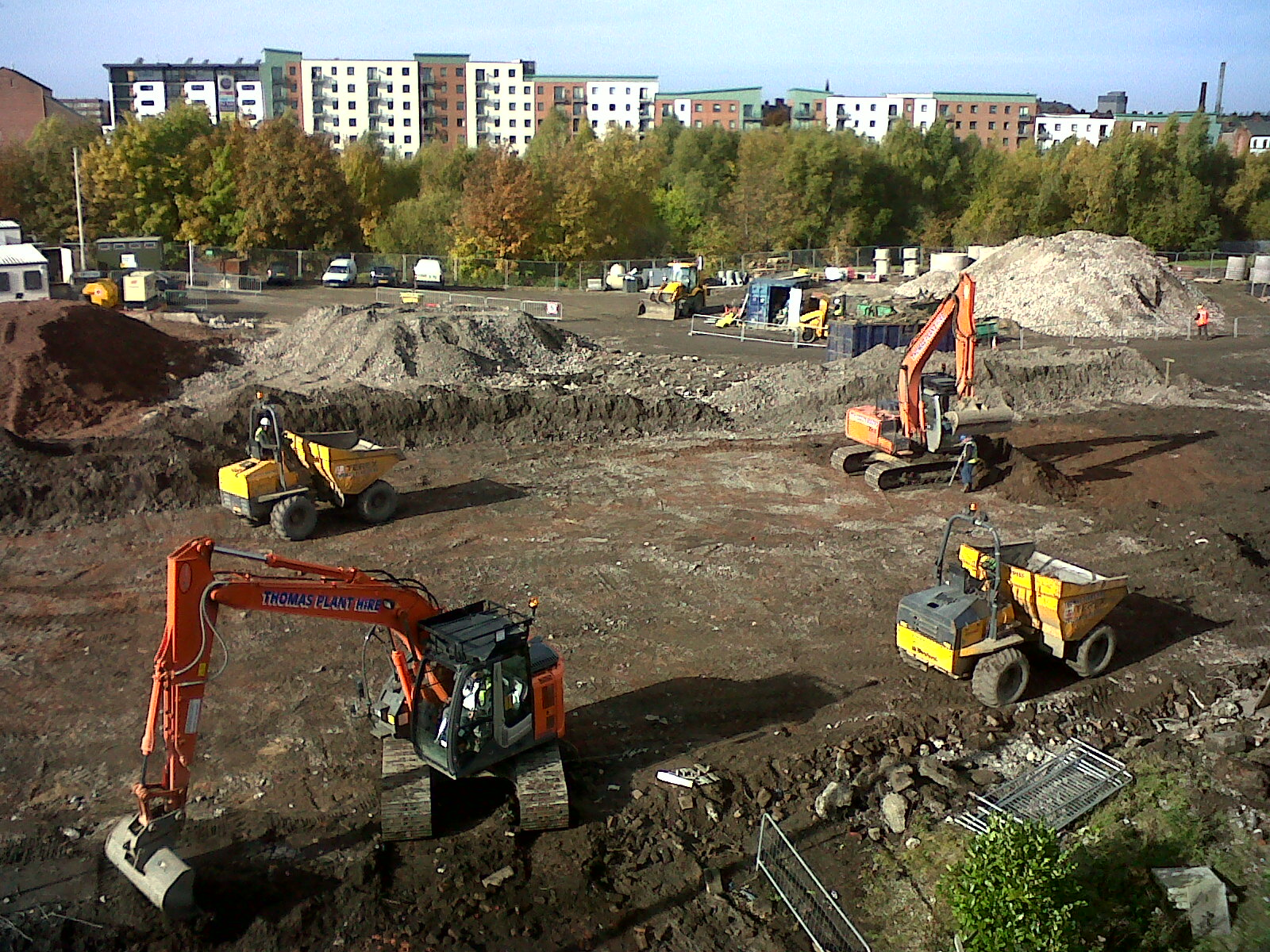
Нулевой цикл работ

## Известные выпускники
- Агроскин Иосиф Ильич – работал заместителем министра высшего образования СССР;
- Алексанкин Александр Васильевич – работал министром мелиорации и водного хозяйства БССР, первым заместителем Министра мелиорации и водного хозяйства СССР, заместителем председателя Совета Министров РСФСР;
- Кумачёв Владимир Иванович - доктор технических наук, профессор;
- Лихацевич Анатолий Павлович – доктор технических наук, профессор;
- Мажайский Юрий Анатольевич – доктор сельскохозяйственных наук, профессор.
- Гулюк Георгий Григорьевич – доктор сельскохозяйственных наук, профессор;
- Абрамчук Павел Григорьевич – директор УП «Гомельводпроект»;
- Батюшко Олег Анатольевич – директор РУП «Белгипроводхоз» (г.Минск);
- Богданец Борис Иванович – генеральный директор ОУП «Гродномелиоводхоз»;
- Бруневич Василий Петрович – генеральный директор КУПМВХ «Гомельмелиоводхоз»;
- Гавриков Алексей Павлович – генеральный директор ООО «Эталон и К» (Московская область);
- Жуков Владимир Сергеевич – директор ГП «Институт «Витебсксельстройпроект»;
- Колесникович Петр Михайлович – директор ОАО «Полесьегипроводхоз»;
- Остапенко Олег Александрович – генеральный директор ОАО «Управляющая компания холдинга «Могилевводстрой»;
- Самохвалов Михаил Сергеевич – директор ГП «Витебскгипроводхоз»;
- Самохвалов Сергей Владимирович – генеральный директор КУП «Витебскмелиоводхоз» – управляющая компания холдинга «ВитМелио»;
- Тишков Владимир Михайлович – генеральный директор ЗАО КФ «РБДС» (г.Смоленск);
- Титов Виктор Борисович – Глава Муниципального образования «Монастырщинский район» Смоленской области и др.